# Livio Abramo
Livio Abramo (Araraquara, São Paulo, 26 de junio de 1903-Asunción, Paraguay, 26 de abril de 1992) fue un artista brasileño, dedicado al grabado, el dibujo y la acuarela, que residió más de treinta años en Paraguay.

## Biografía
En 1950 obtuvo el Premio Viaje al Exterior, principal premio otorgado por el Salón Nacional de Bellas Artes de Río de Janeiro. Con ese premio viajó durante casi dos años por Europa junto a su hija Larissa. Se formó y trabajó con grabado en metal en el taller Atelier 17, fundado por Stanley William Hayter en París. 
En 1951 tuvo una sala especial en la primera Bienal de São Paulo de arte moderno. En 1961, en la sexta bienal, tuvo otra sala especial.
Hijo de padres italianos de origen sefaradí, era un artista consagrado en Brasil cuando en 1962 aceptó ponerse al frente del Sector de Artes Plásticas y Visuales de la Misión Cultural Brasileña, germen de Centro de Estudios Brasileños. Se estableció definitivamente en Paraguay donde desarrolló la etapa madura de su obra.
Fue periodista durante 33 años e intercaló la actividad artística con la actividad periodística y sindical. Por ello fue detenido varias veces. 
Según sus propias palabras: «Soy dibujante, grabador y expreso a la pintura por medio de la acuarela. Soy enteramente autodidáctico en arte. Mis primeros grabados y diseños coincidieron con mi actividad política y social y tuvieron corte nítidamente expresionista». En cuanto a su estilo artístico, Livio Abramo afirmaba: "Se ha dicho que soy uno de los exponentes del "realismo fantástico" brasileño. En verdad nunca – a no ser por brevísimos momentos en mis comienzos artísticos – me he preocupado con etiquetas. Creo pertenecer a esa gran corriente que desde los artistas de la prehistoria hasta nuestros días tiene a lo natural como fuente de inspiración."
El primer contacto entre Livio Abramo y el paisaje físico y cultural del Paraguay data de septiembre de 1956. Invitado por el instituto Cultural Paraguay Brasil, expone sus obras en Asunción y dicta conferencias sobre temas artísticos. Por entonces Abramo era un artista reconocido en su país y el exterior.
En fecha posterior a 1956 el artista retorna al Paraguay en varias oportunidades y en 1962 se establece definitivamente en el país, como jefe del Sector de Artes de la entonces Misión Cultural Brasileña – cargo que ocuparía hasta su deceso, ocurrido en 1992. En ese puesto desplegó Abramo – además de la docencia citada- una prolongada y significativa actividad de preservación, difusión y valoración del patrimonio cultural paraguayo; Sea del arte sacro misionero colonial o de expresiones visuales de la cultura popular rural e indígena. 
Muy frecuentemente ligada a la representación paisajística – sea del espacio natural o cultural – Livio Abramo produce en Paraguay diversas series de estampas, dibujos y aguadas. De entre otras: La genéricamente denominada Serie Paraguay (preferentemente xilográfica, realizada entre 1956 y 1970); Lluvias (también xilográfica con ocasionales versiones litográficas y dibujisticas, iniciada en los primeros años de la década del 60); Misiones (dibujos y grabados, data de mediados de la misma década y se prolonga hasta los 80); Caballos (de fechas diversas, en alguna medida, continuación de la mencionada serie brasileña Pelo Sertão); Itaipú (dibujos y litografías, de inicios de los 80); Asunción y el Río (dibujos y grabados, iniciada en 1981) En 1988 expone en Paraguay, Brasil y México la serie Sao Paulo, Los Frisos del Partenón. 
Grabados suyos se encuentran en el British Museum de Londres, los Museos Vaticanos, el Museum of Modern Art y el Metropolitan Museum de Nueva York, el Riverside Museum, el Philadelphia Museum, la Biblioteca Nacional del Louvre en París, los Museos de Arte Moderno de Sao Paulo y Río de Janeiro, el Centro de Artes Visuales/Museo del Barro de Asunción, así como en numerosas colecciones privadas.
Falleció en Asunción, el 26 de abril de 1992, pocos meses antes de cumplir 89 años.
| Año  | Actividades destacadas |
| ---- | --- |
| 1956 | Realizó una exposición individual en el Museo de Arte Moderno de Río de Janeiro y otra en el de Sao Paulo.                                                |
| 1957 | Fundó en Asunción el taller de grabado “Julián de la Herrería”.                                                                                           |
| 1960 | Fundó, con la grabadora María Bonomi, el Estudio Gravura en Sao Paulo, instituto que ejerció particular influencia en el desarrollo del grabado paulista. |
| 1964 | Se estableció de manera permanente en Asunción, desarrollando una extraordinaria labor en la formación de artistas paraguayos.                            |
| 1976 | Realiza, a invitación de la Bienal de Sao Paulo, una muestra retrospectiva.                                                                               |
| 1988 | El Museo de Arte Moderno de Río de Janeiro le invita a repetir esa retrospectiva en sus locales.                                                          |
| 1983 | Expone en el Centro Cultural de Sao Paulo. |
| 1990 | El Museo Lassar Segal organiza una retrospectiva de su obra.                                                                                              |